# Hartlaub-frankolin
A Hartlaub-frankolin (Pternistis hartlaubi) a madarak osztályának tyúkalakúak (Galliformes) rendjébe a fácánfélék (Phasianidae) családjába  és a fogolyformák (Perdicinae) alcsaládjába tartozó faj.
A magyar név forrással nincs megerősítve, lehet, hogy az angol név tükörfordítása (Hartlaub's Francolin).

## Rendszerezés
Egyes rendszerbesorolások a Francolinus nemhez sorolják  Francolinus hartlaubi néven.

## Előfordulása
Angola és Namíbia területén honos.

## Alfajai
- Pternistis hartlaubi bradfieldi (Roberts, 1928)
- Pternistis hartlaubi crypticus Stresemann, 1939
- Pternistis hartlaubi hartlaubi Bocage, 1869

## Külső hivatkozás
- Képek az interneten a fajról